# Øperron
En øperron er en perron, der ligger mellem to jernbanespor og betjener dem begge. De to spor ligger typisk på samme linje og er beregnet til tog i hver sin retning.
En anden variant findes på stationer, der betjener mindst to linjer, hvor øperronen ligger mellem ét spor fra hver af de to linjer, hvilket muliggør hurtig omstigning mellem de to. Denne variant ses bl.a. på metrostationer med de to øperroner liggende over hinanden.
En øperron kan også ligge mellem to spor, der er en forgrening af den samme bane, hvilket givere en højere kapacitet for antal standsende tog. På en station med to af denne slags øperroner vil de inderste kunne benyttes af gennemkørende tog til at passere lige gennem stationen i høj hastighed, mens standsende tog så benytter de yderste spor, hvor sporforløbet er mere kurvet.

Anlægsomkostninger ved én øperron er typisk lavere end to sideperroner. Desuden kan de to faciliteter såsom rulletrapper, elevatorer, kiosker, bænke, venteskure, toiletter mm. På typiske pendlerstationer, hvor de fleste passagerer skal i samme retning, udnyttes den samlede perronplads bedre, modsat ved sideperroner hvor der i myldretiden vil være trængsel på den ene perron og mennesketomt på den anden. Er trængslen stor, er passagerne dog mere udsat på en smal øperron. I Københavns Metro er dette løst ved at installere glasdøre langs perronerne, så der ikke er mulighed for at falde ned på skinnerne.
Ved anlæg af en station kræver én øperron mindre plads end to sideperroner. Øperronen kræver dog større afstand mellem de to jernbanespor, hvilket kan besværliggøre anlæg og udvidelse af øperroner på en eksisterende bane. Behovet for afstand kan desuden give anledning til en kurve på jernbanen, hvilket kan nødvendiggøre hastighedsnedsættelser og lavere passagerkomfort for gennemgående tog. Skarpe kurver giver desuden mere sporvedligeholdelse.